# Tourbillon

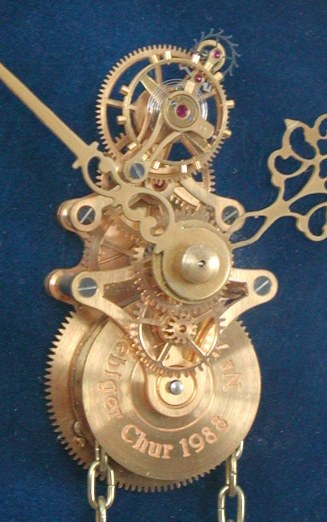
Tourbillonmechanisme van een klok

Een tourbillon is een mechaniek om de invloed van de zwaartekracht op de gang van een mechanisch uurwerk te verminderen. De horlogemaker Abraham Louis Breguet vond in 1795 de tourbillon uit en verkreeg er op 25 juni 1801 octrooi op. 
Het is belangrijk om te onthouden dat het maken van de tourbillon zo moeilijk bleek dat Breguet stierf voordat hij het ooit goed had zien werken. Pas vele jaren na zijn dood werd de eerste tourbillon eindelijk geleverd door het Huis Breguet. Hoewel complexere mechanismen al lang voor de komst van de tourbillon bewerkt konden worden, was geen enkele machine of mechanisch proces in staat om een stalen tourbillon kooi te bewerken en te temperen zonder vervorming. De enige manier om dit te doen was met de hand. Pas aan het einde van de jaren 1980 en de beheersing van elektro-erosie kon de tourbillon machinaal worden vervaardigd.
Deze moeilijkheid van uitvoering bracht de weinige horlogemakers die in staat waren om een tourbillon te voltooien een zekere erkenning van hun talenten. Sommige experts hebben geschat dat er tussen 1801 en 1985 niet meer dan 600 tot 700 tourbillons zijn geproduceerd. Uitgesloten van deze schatting waren de industriële tourbillons, dat wil zeggen alle tourbillons die massaal werden gebouwd door de Amerikanen vanaf 1880 en de tourbillons die werden gebouwd in de Franse en Zwitserse Jura vanaf 1900. Bij deze tourbillons die in grote aantallen werden gebouwd, varieerden de draaisnelheden van de draaiende delen - alleen het echappement of het hele uurwerk - van één minuut tot anderhalf uur. Al deze industriële tourbillons met koperen of nikkelzilveren kooien bewijzen dat de moeilijkheid niet ligt in het draaien van de kooi of een uurwerk, maar in het maken van een stalen kooi en deze te harden zonder vervorming.
In een tourbillon (Frans voor wervelwind) zijn het echappement en de onrust van een uurwerk gemonteerd op een ronddraaiende kooi om het effect van de zwaartekracht teniet te doen als het horloge lange tijd in dezelfde positie blijft. Door de rotatie, typisch met ongeveer één omwenteling per minuut, worden de afwijkingen uitgemiddeld.
In moderne mechanische polshorloges heeft de tourbillon nauwelijks nog een praktische functie, behalve dan de voldoening van een mooie technische toevoeging. Tegenwoordig worden voor de gebruikte tourbillonkasten materialen gebruikt, zoals titanium en beryllium.
De recente ontwikkelingen op het gebied van tourbillons zijn onder andere de center-tourbillon van Omega, waarbij de tourbillon in het centrum van het uurwerk is geplaatst, de 2- en 3-assige tourbillons van enkele Engelse horlogemakers, de dubbeltourbillon van Breguet (een horloge met twee onafhankelijk functionerende tourbillons) en de gyrotourbillon van Jaeger le Coultre.